# 장병락
장병락(1934년 7월 25일 ~ 2009년 10월 11일)은 대한민국의 비전향 장기수이다.

## 생애
함경남도 고원군 군래면의 빈농가에서 태어났다. 어릴 때 원산부로 이주하여 그곳에서 자랐으며, 원산공업중학교를 졸업하고 원산고급중학교에 입학하였다.
한국 전쟁 발발 직전인 1950년 6월 23일에 해군하사관학교에 자원 입대하였다. 이틀 후 전쟁이 발발하자 보병으로 참전하였고 1959년에 제대하였다. 군 생활 중 조선로동당에 입당하였으며 제대와 동시에 조선로동당의 소환을 받아 대남 공작원이 되었다.
장병락은 소환 후 강원도에서 동해를 통해 남파 공작원을 운송하는 해상 안내원으로 근무하였다. 1962년 3월에 배를 타고 울진군에 내려와 공작원과 접선을 시도하던 중 체포되었다. 함께 체포된 사람 가운데는 이 배의 기관장이었던 조창손이 있다.
체포 후 무기징역형을 선고받고 장기수로 복역했다. 총 수감 기간은 약 37년으로, 장기수 가운데서도 긴 편에 속한다. 수감 기간 중 구타가 동반된 전향 강요가 있었으나 그러지 않았다.
2000년 6·15 남북 공동선언에 의해 조선민주주의인민공화국으로 송환되어 조국통일상을 받았다. 결혼한 지 1년 만에 헤어진 아내는 이미 죽어서 새로 결혼하고 평양에 정착하였다. 〈내 나라는 크나큰 사랑의 화원〉이라는 수기를 발표하는 등 김정일에 대한 지지를 표명했다.

## 참고자료
- 홍당무 (인터뷰어) (2000년 9월 1일). “오딧세이의 귀환 - 비전향 장기수 장병락”. 퍼슨웹. 2008년 8월 20일에 확인함.[깨진 링크(과거 내용 찾기)]
- 김만수 외 12인 (2003). 〈나는 당원으로서 나의 생명을 지켰을뿐이다 (장병락)〉. 《신념과 의지의 강자들 -  비전향 장기수들의 수기 4》. 평양: 평양출판사.